# Sociedade Athlética União Sportiva
La Sociedade Athlética União Sportiva fou un club de futbol brasiler de la ciutat de Belém a l'estat de Pará.

## Història
El club va ser fundat el 15 d'agost de 1906. Es proclamà campió de les dues primeres edicions del campionat paraense els anys 1908 i 1910. El club desaparegué l'any 1967.

## Estadi
La União Esportiva jugava els seus partits a l'estadi Baenão. Tenia una capacitat per a 17.518 espectadors.

## Palmarès
- Campionat paraense:
  - 1908, 1910